# Hammershus (Schiff, 2018)
Die Hammershus ist eine RoPax-Fähre der Bornholmslinjen, eines Tochterunternehmens der Reederei Molslinjen. Sie verbindet abwechselnd den Hafen von Rønne auf der Insel Bornholm mit dem Hafen Køge und dem Fährhafen Sassnitz. Benannt ist das Schiff nach der Burgruine Hammershus auf Bornholm, deren Namen zuvor auch schon zwei andere Bornholm-Fähren trugen.

## Geschichte
Nachdem Molslinjen die Neuausschreibung des Verkehrsvertrages für die Bedienung der Fährverbindungen nach Bornholm für den Zeitraum 2018–2028 gewonnen hatte, wurde der Neubau am 1. Juni 2016 bei der Rauma Marine Constructions Oy im finnischen Rauma in Auftrag gegeben. Als Baunummer 6001 wurde das Schiff am 4. August 2017 auf Kiel gelegt und am 5. Januar 2018 vom Stapel gelassen. Die Ablieferung an die Reederei erfolgte am 22. August 2018. Seit dem 1. September 2018 wird die Hammershus auf den Verbindungen nach Bornholm eingesetzt und ersetzt damit die Hammerodde. 

## Ausstattung
Die kombinierte Fracht- und Passagierfähre ist besonders für den Betrieb auf der Ostsee entwickelt und für den Allwetter-Transport von Lastkraftwagen, Bussen, Personenkraftwagen und bis zu 720 Passagieren optimiert worden. Angetrieben wird die Hammershus von zwei Wärtsilä-Dieselmotoren des Typs W8V31, die dem Schiff eine Geschwindigkeit von 18 Knoten ermöglichen.
Decks
- Deck 3: Unteres Fahrzeugdeck, 4,5 m hoch und zu erreichen über eine breite Heckrampe.
- Deck 5: Oberes Fahrzeugdeck, ebenfalls 4,5 m hoch und von Deck 3 über zwei feste Rampen zu erreichen.
Auf beiden Decks stehen etwa 1.500 Spurmeter zur Verfügung.
- Deck 7: Cafeteria mit Shop, Lounge und Ruhezone.
- Deck 8: Kommandobrücke, 18 Passagierkabinen und Sonnendeck.
- Deck 9: Hubschrauberlandeplatz